# Coppa Agostoni 1987
La Coppa Agostoni 1987, quarantunesima edizione della corsa, valida come campionato nazionale in linea, si svolse il 28 giugno 1987 su un percorso di 274 km. La vittoria fu appannaggio dell'italiano Bruno Leali, che completò il percorso in 6h53'30", precedendo i connazionali Alberto Elli e Emanuele Bombini.

## Ordine d'arrivo (Top 10)
| Pos. | Corridore           | Squadra                     | Tempo    |
| ---- | ------------------- | --------------------------- | -------- |
| 1    | Bruno Leali         | Carrera-Vagabond            | 6h53'30" |
| 2    | Alberto Elli        | Remac-Fanini                | a 1'12"  |
| 3    | Emanuele Bombini    | Gewiss-Bianchi              | s.t.     |
| 4    | Alfio Vandi         | Ariostea Gres               | s.t.     |
| 5    | Maurizio Vandelli   | Ariostea Gres               | s.t.     |
| 6    | Marcello Siboni     | Ariostea Gres               | s.t.     |
| 7    | Palmiro Masciarelli | Gis Gelati-Jollyscarpe      | s.t.     |
| 8    | Marco Franceschini  | Fibok-Müller-Sidermec       | a 1'53"  |
| 9    | Massimo Ghirotto    | Carrera-Vagabond            | a 4'32"  |
| 10   | Francesco Moser     | Sup. Brianzoli-Château d'Ax | s.t.     |